# Domhnall Gleeson
Domhnall Gleeson, född 12 maj 1983 i Dublin, är en irländsk skådespelare, regissör och manusförfattare.
Han har förekommit både på scen och i TV; han fick en Tony Award-nominering under 2006 för sin medverkan i Broadwayuppsättningen Löjtnanten av Inishmore. Domhnall Gleeson har rollen som Bill Weasley i filmen Harry Potter och dödsrelikerna (2010).
Han är son till skådespelaren Brendan Gleeson.

## Filmografi

### Film
| År   | Titel                                      | Roll                   | Noteringar                        |
| ---- | ------------------------------------------ | ---------------------- | --------------------------------- |
| 2004 | Six Shooter                                | Kassör                 | Kortfilm                          |
| 2005 | Stars                                      | Brian (röst)           | Kortfilm                          |
| 2005 | Boy Eats Girl                              | Bernard                |                                   |
| 2006 | Studs                                      | Trampis                |                                   |
| 2009 | Hundår                                     | Anthony Armstrong      |                                   |
| 2009 | What Will Survive of Us                    |                        | Kortfilm; Författare och regissör |
| 2009 | Perrier's Bounty                           | Clifford               |                                   |
| 2009 | Corduroy                                   | Mahon                  | Kortfilm                          |
| 2010 | Sensation                                  | Donal Ron Weasel       |                                   |
| 2010 | Noreen                                     |                        | Kortfilm; Författare och regissör |
| 2010 | Never Let Me Go                            | Rodney                 |                                   |
| 2010 | True Grit                                  | Moon (The Kid)         |                                   |
| 2010 | When Harvey Met Bob                        | Bob Geldof             | TV-film                           |
| 2010 | Harry Potter och dödsrelikerna – Del 1     | Bill Weasley           |                                   |
| 2011 | Harry Potter och dödsrelikerna – Del 2     | Bill Weasley           |                                   |
| 2012 | Dredd                                      | Clan Techie            |                                   |
| 2012 | Anna Karenina                              | Konstantin Levin       |                                   |
| 2012 | Shadow Dancer                              | Connor                 |                                   |
| 2013 | About Time                                 | Tim Lake               |                                   |
| 2014 | Harry Potter and the Escape from Gringotts | Bill Weasley           | Nöjesattraktion                   |
| 2014 | Frank                                      | Jon                    |                                   |
| 2014 | Calvary                                    | Freddie Joyce          |                                   |
| 2014 | Unbroken                                   | Russell Allen Phillips |                                   |
| 2015 | Ex Machina                                 | Caleb                  |                                   |
| 2015 | Brooklyn                                   | Jim                    |                                   |
| 2015 | Star Wars: The Force Awakens               | General Hux            |                                   |
| 2015 | The Revenant                               | Andrew Henry           |                                   |
| 2017 | American Made                              | Monty Schafer          |                                   |
| 2017 | Mother!                                    | Äldsta son             |                                   |
| 2017 | Goodbye Christopher Robin                  | A. A. Milne            |                                   |
| 2017 | Crash Pad                                  | Stensland              |                                   |
| 2017 | Star Wars: The Last Jedi                   | General Hux            |                                   |
| 2018 | Pelle Kanin                                | Thomas McGregor        |                                   |
| 2018 | A Futile and Stupid Gesture                | Henry Beard            |                                   |
| 2018 | The Little Stranger                        | Dr. Faraday            |                                   |
| 2019 | Star Wars: The Rise of Skywalker           | General Hux            |                                   |
| 2021 | Pelle Kanin 2 – På rymmen                  | Thomas McGregor        |                                   |

### TV
| År   | Titel            | Roll          | Noteringar                 |
| ---- | ---------------- | ------------- | -------------------------- |
| 2005 | The Last Furlong | Sean Flanagan | 3 avsnitt                  |
| 2010 | Your Bad Self    | Varierande    | 6 avsnitt; Även författare |
| 2013 | Black Mirror     | Ash           | Avsnitt: "Be Right Back"   |
| 2020 | Run              | Billy Johnson | 7 avsnitt                  |